# Charles Camilleri
Charles Camilleri (Ħamrun, 7 september 1931 – Naxxar, 3 januari 2009) was  een Maltees componist. Hij werd beschouwd als Malta's nationale toondichter. Al als tiener componeerde hij een aantal werken die gebaseerd waren op de volksmuziek en de legenden van Malta. 
Onder zijn werken zijn vermeldenswaard de Malta Suite, Maltese Dansen, Een Maltese Overture - Din l-Art Helwa, opera's in het Maltees, een ballet gebaseerd op de Orde van Malta en het oratorium Pawlu ta' Malta. Van zijn vroege beïnvloeding door de Maltese volksmuziek evolueerde hij naar een muziekvorm "waarin niets vast ligt".
Hij componeerde meer dan honderd werken voor orkest, kamerensembles, zang en solo-instrumenten. Camilleri's werk werd over heel de wereld uitgevoerd. Zijn zoektocht naar de volksmuziek, zijn improvisatie, de beïnvloeding door klanken uit Afrika en Azië en de studie van Europese muziek hielpen hem een "universele stijl" te creëren. De Missa Mundi voor orgel werd door zijn eerste uitgever omschreven als "de orgelversie van Le Sacre du printemps".

## Werken (selectie)
- Pianoconcert nr. 1, Mediterranean (1948, herzien 1978)
- Pianoconcert nr. 2, Maqam (1967/8)
- Pianoconcert nr. 3, Leningrad (1986)
- Malta, Suite (1946)
- Concert voor accordeon en strijkers (1968)
- Celloconcert (1992)
- Fluitconcert (1993)
- Klarinetconcert (1981)
- Orgelconcert (1983)
- Pianotrio (1972)
- Missa Mundi voor orgel (1972)
- Morphogenesis voor orgel (1978)
- Vredeswijn voor orgel (1976)
- Kosmische visioenen voor strijkorkest (1976)
- Noospheres voor piano (1977)
- L'amour de Dieu voor orgel (1978)
- Zes ‘arabesques’ voor cello solo (1999)
- Maltese Cross, opera (2003)